# Manuel António Cardoso
Manuel Antonio Leal Cardoso (ur. 7 kwietnia 1983 w Paços de Ferreira) – portugalski kolarz szosowy, zawodnik grupy UCI Professional Continental Teams Caja Rural.

## Najważniejsze osiągnięcia
- 2006
  - 1. miejsce na 2. etapie Volta a Portugal
- 2007
  - 1. miejsce na 4. i 5. etapie Volta a Extremadura
- 2008
  - 1. miejsce na 3. etapie Vuelta a la Comunidad de Madrid
  - 1. miejsce na 2. i 5. etapie Volta ao Alentejo
  - 1. miejsce na 1. i 4. etapie Volta ao Distrito de Santarém
- 2009
  -  1. miejsce w mistrzostwach Portugalii (start wspólny)
  - 1. miejsce na 1. etapie Volta a Portugal
  - 1. miejsce na 1. i 4. etapie GP Torres Vedras – Trofeu Joaquim Agostinho
  - 1. miejsce na 1. etapie GP CTT Correios de Portugal
  - 1. miejsce na 1. etapie Circuit de Lorraine
  - 1. miejsce na 5. etapie La Tropicale Amissa Bongo
- 2010
  - 1. miejsce na 3. etapie Tour Down Under
- 2011
  - 1. miejsce na 4. etapie Volta a Catalunya
- 2012
  -  1. miejsce w mistrzostwach Portugalii (start wspólny)
  - 1. miejsce na 1. etapie Vuelta a Castilla y León
- 2013
  - 1. miejsce na 5. etapie Volta a Portugal